# Puente Viejo (Ronda)
El puente Viejo de Ronda se encuentra en la ciudad homónima (provincia de Málaga, Andalucía, España). Hasta la construcción del Puente Nuevo, en el siglo XVIII, fue llamado La Puente Nueva; a partir de ahí empezó a denominarse "Puente Viejo". Ponía en comunicación a la ciudad con el incipiente barrio del Mercadillo.

## Historia
En cuanto a su origen no se ponen de acuerdo los distintos autores, ni hay ninguna documentación que lo aclare. Para algunos es romano reconstruido por los Bereberes. La mayoría, sin embargo, se inclina a considerarlo Bereber. Lozano nos dice que fue construido en tiempos de Amobelique, y Moreti añade que fue mejorado en la época de Muhammad III de Granada, cuyo ministro era rondeño.
Después de la conquista debió quedar destrozado y tuvo que ser reparado urgentemente. El rey ordenó en 1486 a Juan de Torres, entonces alcaide de la fortaleza, que realizara un puente en Ronda. Para esta obra pidió al alcaide de Urtabiega, que eran delincuentes pero muy buenos maestros, labrar el puente.
No debió ir muy rápida la obra, pues el bachiller Serrano nos habla de la dilación de la misma y menciona a un tal Juan de Santiago que era el que la debía hacer.
En 1616 de nuevo se destruyó por una riada que se lo llevó por delante. Una inscripción en el pretil izquierdo de puente decía "Ronda reedificó esta obra siendo su corregidor con la de marbella Don Juan Antonio Turubio de Quiñones, por el rey nuestro señor".

## Características
El puente es de un solo arco de 10 m de diámetro por 31 m de elevación sobre el nivel del río.
Hace algunos años fue restaurado, transformándose totalmente los pretiles del siglo XVII que impedían la vista del tajo al fondo por su altura y pavimentándolo de nuevo. Asimismo se abrieron cuatro balcones sobre el río para apreciar desde ellos las bellezas naturales del tajo y el paisaje del fondo.